# مؤید سلیم
موید سلیم (انگلیسی: Mo'ayyad Salim؛ زادهٔ ۱ آوریل ۱۹۷۶) بازیکن فوتبال اهل اردن بود.
از باشگاه‌هایی که در آن بازی کرده‌است می‌توان به باشگاه ورزشی الفیصلی اشاره کرد.
وی همچنین در تیم ملی فوتبال اردن بازی کرده‌است.